# Mitsubishi Ki-7
Il Mitsubishi Ki-7 (三菱 キ7?, Mitsubishi ki shichi) era un monomotore da addestramento ad ala alta a gabbiano realizzato dall'azienda giapponese Mitsubishi negli anni trenta.
Sviluppato dal Mitsubishi K3M era destinato alla formazione degli equipaggi della Dai-Nippon Teikoku Rikugun Kōkū Hombu, la componente aerea dell'Esercito Imperiale Giapponese, ma dopo una valutazione comparativa gli fu preferito il Nakajima Ki-6. Prodotto in soli due esemplari vennero comunque utilizzati dall'Esercito imperiale come aereo da trasporto leggero ed aereo da collegamento.

## Utilizzatori
Giappone
- Dai-Nippon Teikoku Rikugun Kōkū Hombu